# ارسطو مدیانی
ارسطو مدیانی (انگلیسی: Aristote Madiani؛ زادهٔ ۲۲ اوت ۱۹۹۵) بازیکن فوتبال اهل فرانسه است.
از باشگاه‌هایی که در آن بازی کرده‌است می‌توان به باشگاه فوتبال لانس اشاره کرد.
وی همچنین در تیم‌های ملی فوتبال زیر ۱۸ سال فرانسه و زیر ۲۰ سال فرانسه بازی کرده‌است.